# افرائیم اینونی
افرائیم اینونی (انگلیسی: Ephraïm Inoni؛ زادهٔ ۱۶ اوت ۱۹۴۷) یک سیاست‌مدار اهل کامرون است.